# Lista de certificações recebidas por Beyoncé
Este anexo lista as certificações recebidas por Beyoncé Knowles, uma cantora e compositora norte-americana, que iniciou sua carreira musical em 1997 no grupo feminino Destiny's Child. Em outubro de 2009, a gravadora Sony Music afirmou que a soma da venda de discos da cantora com as do grupo Destiny's Child resultaria em 100 milhões de unidades vendidas. Em fevereiro de 2010, Knowles foi listada pela Recording Industry Association of America (RIAA) como a artista solo feminina que mais recebeu certificações na década de 2000 nos Estados Unidos. Seu primeiro single solo, "Work It Out", lançado em 2002, foi certificado como ouro na Austrália e Noruega. No ano seguinte, a cantora lançou seu álbum de estreia, Dangerously in Love, que lhe rendeu quatro certificações de platina nos Estados Unidos pela Recording Industry Association of America (RIAA). A empresa também premiou como platina o single "Baby Boy" e como ouro as canções "Crazy in Love", Me, Myself and I, Naughty Girl e "Dangerously in Love 2". Knowles lançou em 2004 o DVD/CD, Live at Wembley, seu primeiro registro ao vivo. O álbum foi certificado duas vezes platina na Austrália pela Australian Recording Industry Association (ARIA) e Estados Unidos pela Recording Industry Association of America (RIAA).
O segundo álbum da artista, B'Day, foi distribuído em setembro de 2006 e foi relançado em uma versão de luxo no inicio do ano seguinte. O disco foi certificado três vezes platina nos Estados Unidos pela RIAA, na Irlanda pela Irish Recorded Music Association (IRMA) e na Rússia pela 2M. As duas primeiras canções da obra lançadas como singles, "Déjà Vu" e "Ring the Alarm", foram classificadas como ouro no território norte-americano. A terceira canção de divulgação do projeto, "Irreplaceable", teve mais destaque nos país, sendo premiada três vezes como platina. Sua parceria com a cantora colombiana Shakira, em "Beautiful Liar", resultou em três discos de platina na Espanha. Sua parceria com o cantor mexicano Alejandro Fernández, em "Amor Gitano", também se destacou no país, recebendo oito certificações de platina pela Productores de Música de España (PROMUSICAE). Em 2007, Knowles lançou The Beyoncé Experience Live, um DVD ao vivo que teve um bom desempenho comercial pelo mundo. Foi certificado como ouro pela Associação Fonográfica Portuguesa (AFP) em Portugal, duas vezes platina pela Associação Brasileira dos Produtores de Discos (ABDP) no Brasil e três vezes platina pela RIAA nos Estados Unidos.
Em novembro de 2008, a cantora divulgou seu terceiro trabalho, I Am... Sasha Fierce, que foi premiado como diamante pela ABDP no Brasil, quatro vezes platina pela British Phonographic Industry (BPI) no Reino Unido e três vezes platina pela ARIA na Austrália. Além de receber três certificações de platina no Canadá, Estados Unidos, Irlanda, Polônia e Europa. Os dois primeiros singles de divulgação do disco, "If I Were a Boy" e "Single Ladies (Put a Ring on It)", foram lançados simultaneamente em outubro do mesmo ano. As duas faixas tiveram grande êxito comercial em países da américa do norte, a primeira canção recebeu duas certificações de platina no Canadá e Estados Unidos, e a segunda canção também foi premiada com dois discos de platina no Canadá e quatro certificações de platina nos Estados Unidos. No ano seguinte, Knowles iniciou a I Am... Tour, sua segunda turnê mundial. Após uma série de concertos que foram realizados em Las Vegas, a cantora promoveu seu mais novo álbum ao vivo, I Am... Yours: An Intimate Performance at Wynn Las Vegas, que foi premiado com dois discos de platina pela RIAA nos Estados Unidos. Em 2010, depois da passagem de sua turnê pelo mundo um registro ao vivo de suas performances foi lançado no DVD/CD I Am... World Tour, a obra recebeu uma certificação de ouro na Polônia pela Związek Producentów Audio Video (ZPAV) e dois discos de platina nos Estados Unidos. Ainda no mesmo ano, Knowles trabalhou com as cantoras Alicia Keys e Lady Gaga em suas respectivas canções "Put It in a Love Song" e "Telephone". Sua parceria com Keys lhe rendeu um disco de ouro na Austrália e seu trabalho com Gaga foi premiado com três certificações de platina no Canadá.
O quarto trabalho da artista, 4, distribuído em junho de 2011, foi autenticado como platina na Austrália, Estados Unidos, Irlanda e Polônia. Três singles retirados da obra, "Run the World (Girls)", "Countdown" e "Love on Top", receberam uma certificação de ouro e "Best Thing I Never Had" certificação de platina pela Recording Industry Association of America (RIAA). A última música teve melhor desempenho na Austrália, sendo certificada com dois discos de platina. No final do ano, a artista lançou o DVD ao vivo, Live at Roseland: Elements of 4, que acabou lhe rendendo um disco de ouro na Polônia e um de platina na Austrália e Estados Unidos.

## Certificações

### Alemanha /BVMI
| Álbuns  | Álbuns                          | Álbuns       | Álbuns           |
| Ano     | Título                          | Certificação | Vendas           |
| ------- | ------------------------------- | ------------ | ---------------- |
| 2003    | Dangerously in Love             | Platina      | 200.000 unidades |
| 2006    | B'Day                           | Ouro         | 100.000 unidades |
| 2008    | I Am... Sasha Fierce            | Platina      | 200.000 unidades |
| Singles |                                 |              |                  |
| Ano     | Título                          | Certificação | Vendas           |
| 2007    | "Beautiful Liar" (com: Shakira) | Ouro         | 150.000 unidades |
| 2008    | "If I Were a Boy"               | Ouro         | 150.000 unidades |
| 2009    | "Halo"                          | Ouro         | 150.000 unidades |
| 2010    | "Telephone" (com: Lady Gaga)    | Ouro         | 150.000 unidades |

### Argentina /CAPIF
| Álbuns | Álbuns              | Álbuns       | Álbuns          |
| Ano    | Título              | Certificação | Vendas          |
| ------ | ------------------- | ------------ | --------------- |
| 2003   | Dangerously in Love | Ouro         | 20.000 unidades |

### Austrália /ARIA
| Álbuns  | Álbuns                                                   | Álbuns       | Álbuns           |
| Ano     | Título                                                   | Certificação | Vendas           |
| ------- | -------------------------------------------------------- | ------------ | ---------------- |
| 2003    | Dangerously in Love                                      | 3× Platina   | 210.000 unidades |
| 2006    | B'Day                                                    | Platina      | 70.000 unidades  |
| 2008    | I Am... Sasha Fierce                                     | 3× Platina   | 210.000 unidades |
| 2011    | 4                                                        | Platina      | 70.000 unidades  |
| 2013    | Beyoncé                                                  | Platina      | 70.000 unidades  |
| Singles |                                                          |              |                  |
| Ano     | Título                                                   | Certificação | Vendas           |
| 2002    | "Work It Out"                                            | Ouro         | 35.000 unidades  |
| 2002    | "03 Bonnie & Clyde" (com: Jay-Z)                         | Platina      | 70.000 unidades  |
| 2003    | "Crazy in Love" (com: Jay-Z)                             | Platina      | 70.000 unidades  |
| 2003    | "Baby Boy" (com: Sean Paul)                              | Platina      | 70.000 unidades  |
| 2004    | "Naughty Girl"                                           | Ouro         | 35.000 unidades  |
| 2006    | "Irreplaceable"                                          | Platina      | 70.000 unidades  |
| 2007    | "Beautiful Liar" (com: Shakira)                          | Ouro         | 35.000 unidades  |
| 2008    | "If I Were a Boy"                                        | 3× Platina   | 210.000 unidades |
| 2008    | "Single Ladies (Put a Ring on It)"                       | 5× Platina   | 350.000 unidades |
| 2009    | "Halo"                                                   | 4× Platina   | 280.000 unidades |
| 2009    | "Sweet Dreams"                                           | Platina      | 70.000 unidades  |
| 2010    | "Put It in a Love Song" (com: Alicia Keys)               | Ouro         | 35.000 unidades  |
| 2010    | "Telephone" (com: Lady Gaga)                             | 3× Platina   | 210.000 unidades |
| 2011    | "Run the World (Girls)"                                  | 2× Platina   | 140.000 unidades |
| 2011    | "Best Thing I Never Had"                                 | Platina      | 70.000 unidades  |
| 2011    | "Love on Top"                                            | 2× Platina   | 140.000 unidades |
| 2013    | "XO"                                                     | Platina      | 140.000 unidades |
| 2013    | "Drunk in Love"                                          | Ouro         | 140.000 unidades |
| DVD     |                                                          |              |                  |
| Ano     | Título                                                   | Certificação | Vendas           |
| 2004    | Live at Wembley                                          | 2× Platina   | 30.000 unidades  |
| 2007    | The Beyoncé Experience Live                              | 2× Platina   | 30.000 unidades  |
| 2009    | I Am... Yours: An Intimate Performance at Wynn Las Vegas | Platina      | 15.000 unidades  |
| 2010    | I Am... World Tour                                       | Platina      | 15.000 unidades  |
| 2011    | Live at Roseland: Elements of 4                          | Platina      | 15.000 unidades  |
| 2013    | Life Is But A Dream                                      | Ouro         | 7.500 unidades   |

### Áustria /IFPI
| Álbuns | Álbuns               | Álbuns       | Álbuns          |
| Ano    | Título               | Certificação | Vendas          |
| ------ | -------------------- | ------------ | --------------- |
| 2003   | Dangerously in Love  | Ouro         | 10.000 unidades |
| 2008   | I Am... Sasha Fierce | Ouro         | 10.000 unidades |

### Bélgica /BEA
| Álbuns  | Álbuns                          | Álbuns       | Álbuns          |
| Ano     | Título                          | Certificação | Vendas          |
| ------- | ------------------------------- | ------------ | --------------- |
| 2003    | Dangerously in Love             | Ouro         | 15.000 unidades |
| 2006    | B'Day                           | Ouro         | 15.000 unidades |
| 2008    | I Am... Sasha Fierce            | Platina      | 30.000 unidades |
| Singles |                                 |              |                 |
| Ano     | Título                          | Certificação | Vendas          |
| 2007    | "Beautiful Liar" (com: Shakira) | Ouro         | 15.000 unidades |
| 2010    | "Telephone" (com: Lady Gaga)    | Ouro         | 15.000 unidades |
| 2011    | "Run the World (Girls)"         | Ouro         | 15.000 unidades |

### Brasil /ABPD
| Álbuns | Álbuns                      | Álbuns       | Álbuns           |
| Ano    | Título                      | Certificação | Vendas           |
| ------ | --------------------------- | ------------ | ---------------- |
| 2003   | Dangerously In Love         | Ouro         | 20.000 unidades  |
| 2006   | B'Day                       | Platina      | 40.000 unidades  |
| 2008   | I Am... Sasha Fierce        | 2× Diamante  | 320.000 unidades |
| 2011   | 4                           | 3× Platina   | 120.000 unidades |
| 2013   | Beyoncé                     | Diamante     | 160.000 unidades |
| 2016   | Lemonade                    | Platina      | 40.000 unidades  |
| 2022   | Renaissance                 | Diamante     | 160.000 unidades |
| 2024   | Cowboy Carter               | Platina      | 40.000 unidades  |
| DVD    |                             |              |                  |
| Ano    | Título                      | Certificação | Vendas           |
| 2007   | The Beyoncé Experience Live | 2× Platina   | 80.000 unidades  |

### Canadá /Music Canada
| Álbuns       | Álbuns                             | Álbuns       | Álbuns           |
| Ano          | Título                             | Certificação | Vendas           |
| ------------ | ---------------------------------- | ------------ | ---------------- |
| 2003         | Dangerously in Love                | Platina      | 100.000 unidades |
| 2006         | B'Day                              | Platina      | 100.000 unidades |
| 2008         | I Am... Sasha Fierce               | 3× Platina   | 240.000 unidades |
| 2011         | 4                                  | Ouro         | 40.000 unidades  |
| 2013         | Beyoncé                            | Platina      | 80.000 unidades  |
| Singles      |                                    |              |                  |
| Ano          | Título                             | Certificação | Vendas           |
| 2005         | "Check on It" (com: Slim Thug)     | Ouro         | 40.000 unidades  |
| 2008         | "If I Were a Boy"                  | 2× Platina   | 160.000 unidades |
| 2008         | "Single Ladies (Put a Ring on It)" | 2× Platina   | 160.000 unidades |
| 2009         | "Halo"                             | Platina      | 80.000 unidades  |
| 2010         | "Telephone" (com: Lady Gaga)       | 3× Platina   | 240.000 unidades |
| 2011         | "Run the World (Girls)"            | Platina      | 80.000 unidades  |
| 2011         | "Best Thing I Never Had"           | Ouro         | 40.000 unidades  |
| 2013         | "XO"                               | Ouro         | 40.000 unidades  |
| 2013         | "Drunk in Love"                    | Ouro         | 40.000 unidades  |
| Ringtone     |                                    |              |                  |
| 2005         | "Check on It" (com: Slim Thug)     | 2× Platina   | 80.000 unidades  |
| 2006         | "Irreplaceable"                    | Platina      | 40.000 unidades  |
| 2008         | "If I Were a Boy"                  | Ouro         | 20.000 unidades  |
| 2008         | "Single Ladies (Put a Ring on It)" | Platina      | 40.000 unidades  |
| Video Single |                                    |              |                  |
| Ano          | Título                             | Certificação | Vendas           |
| 2008         | "If I Were a Boy"                  | Ouro         | 5.000 unidades   |
| 2008         | "Single Ladies (Put a Ring on It)" | Platina      | 10.000 unidades  |

### China / SARFT
| Álbuns | Álbuns               | Álbuns       | Álbuns          |
| Ano    | Título               | Certificação | Vendas          |
| ------ | -------------------- | ------------ | --------------- |
| 2008   | I Am... Sasha Fierce | Ouro         | 40.000 unidades |

### Dinamarca /IFPI
| Álbuns  | Álbuns                             | Álbuns       | Álbuns          |
| Ano     | Título                             | Certificação | Vendas          |
| ------- | ---------------------------------- | ------------ | --------------- |
| 2006    | B'Day                              | Ouro         | 20.000 unidades |
| 2006    | BEYONCÉ                            | Ouro         | 10.000 unidades |
| Singles |                                    |              |                 |
| Ano     | Título                             | Certificação | Vendas          |
| 2006    | "Irreplaceable"                    | Ouro         | 4.000 unidades  |
| 2007    | "Beautiful Liar" (com: Shakira)    | Platina      | 15.000 unidades |
| 2008    | "If I Were a Boy"                  | Platina      | 15.000 unidades |
| 2008    | "Single Ladies (Put a Ring on It)" | Ouro         | 7.500 unidades  |
| 2008    | "Halo"                             | Ouro         | 7.500 unidades  |
| 2010    | "Sweet Dreams"                     | Ouro         | 15.000 unidades |
| 2010    | "Telephone" (com: Lady Gaga)       | Platina      | 30.000 unidades |
| 2013    | "Drunk in Love" (com: Jay-Z)       | Platina      | 30.000 unidades |

### Espanha /Promusicae
| Álbuns   | Álbuns                                   | Álbuns       | Álbuns           |
| Ano      | Título                                   | Certificação | Vendas           |
| -------- | ---------------------------------------- | ------------ | ---------------- |
| 2003     | Dangerously in Love                      | Platina      | 100.000 unidades |
| 2006     | B'Day                                    | Ouro         | 40.000 unidades  |
| 2008     | I Am... Sasha Fierce                     | Platina      | 60.000 unidades  |
| Singles  |                                          |              |                  |
| Ano      | Título                                   | Certificação | Vendas           |
| 2007     | "Beautiful Liar" (com: Shakira)          | 3× Platina   | 60.000 unidades  |
| 2007     | "Amor Gitano" (com: Alejandro Fernández) | 8× Platina   | 160.000 unidades |
| 2008     | "If I Were a Boy"                        | Platina      | 40.000 unidades  |
| 2008     | "Single Ladies (Put a Ring on It)"       | Platina      | 40.000 unidades  |
| 2009     | "Halo"                                   | 2× Platina   | 80.000 unidades  |
| 2010     | "Telephone" (com: Lady Gaga)             | Platina      | 40.000 unidades  |
| Ringtone |                                          |              |                  |
| 2007     | "Beautiful Liar" (com: Shakira)          | 3× Platina   | 60.000 unidades  |
| 2007     | "Amor Gitano" (com: Alejandro Fernández) | 16× Platina  | 320.000 unidades |
| DVD      |                                          |              |                  |
| Ano      | Título                                   | Certificação | Vendas           |
| 2004     | Live at Wembley                          | Ouro         | 10.000 unidades  |
| 2007     | The Beyoncé Experience Live              | Ouro         | 10.000 unidades  |

### Estados Unidos /RIAA
| Álbuns       | Álbuns                                                   | Álbuns           | Álbuns             |
| Ano          | Título                                                   | Certificação     | Vendas             |
| ------------ | -------------------------------------------------------- | ---------------- | ------------------ |
| 2003         | Dangerously in Love                                      | 4× Platina       | 4.000.000 unidades |
| 2006         | B'Day                                                    | 3× Platina       | 3.000.000 unidades |
| 2008         | I Am... Sasha Fierce                                     | 2× Platina       | 2.000.000 unidades |
| 2011         | 4                                                        | Platina          | 1.000.000 unidades |
| 2013         | BEYONCÉ                                                  | 2× Platina       | 2.000.000 unidades |
| Singles      |                                                          |                  |                    |
| Ano          | Título                                                   | Certificação     | Vendas             |
| 2003         | "Crazy in Love" (com: Jay-Z)                             | Ouro             | 500.000 unidades   |
| 2003         | "Baby Boy" (com: Sean Paul)                              | Ouro             | 500.000 unidades   |
| 2004         | "Naughty Girl"                                           | Ouro             | 500.000 unidades   |
| 2005         | "Check on It" (com: Slim Thug)                           | Ouro             | 500.000 unidades   |
| 2006         | "Déjà Vu" (com: Jay-Z)                                   | Ouro             | 500.000 unidades   |
| 2006         | "Ring the Alarm"                                         | Ouro             | 500.000 unidades   |
| 2006         | "Irreplaceable"                                          | 2× Platina       | 2.000.000 unidades |
| 2007         | "Beautiful Liar" (com: Shakira)                          | Platina          | 1.000.000 unidades |
| 2008         | "If I Were a Boy"                                        | 2× Platina       | 2.000.000 unidades |
| 2008         | "Single Ladies (Put a Ring on It)"                       | 4× Platina       | 4.000.000 unidades |
| 2009         | "Diva"                                                   | Ouro             | 500.000 unidades   |
| 2009         | "Halo"                                                   | 2× Platina       | 2.000.000 unidades |
| 2009         | "Sweet Dreams"                                           | Platina          | 1.000.000 unidades |
| 2011         | "Run the World (Girls)"                                  | Ouro             | 500.000 unidades   |
| 2011         | "Best Thing I Never Had"                                 | Platina          | 1.000.000 unidades |
| 2011         | "Love on Top"                                            | Ouro             | 500.000 unidades   |
| 2011         | "Countdown"                                              | Ouro             | 500.000 unidades   |
| 2013         | "Drunk in Love"                                          | Platina          | 500.000 unidades   |
| 2013         | "Partition"                                              | Platina          | 1.000.000 unidades |
| 2014         | "7/11"                                                   | Ouro             | 500.000 unidades   |
| Ringtone     |                                                          |                  |                    |
| 2003         | "Crazy in Love" (com: Jay-Z)                             | Ouro             | 500.000 unidades   |
| 2003         | "Baby Boy" (com: Sean Paul)                              | Platina          | 1.000.000 unidades |
| 2003         | "Me, Myself and I"                                       | Ouro             | 500.000 unidades   |
| 2004         | "Dangerously in Love 2"                                  | Ouro             | 500.000 unidades   |
| 2005         | "Check on It" (com: Slim Thug)                           | Platina          | 1.000.000 unidades |
| 2006         | "Ring the Alarm"                                         | Ouro             | 500.000 unidades   |
| 2006         | "Irreplaceable"                                          | 3× Platina       | 3.000.000 unidades |
| 2007         | "Beautiful Liar" (com: Shakira)                          | Ouro             | 500.000 unidades   |
| 2007         | "Until the End of Time" (com: Justin Timberlake)         | Ouro             | 500.000 unidades   |
| 2008         | "Love in This Club, Part II" (com: Usher e Lil Wayne)    | Ouro             | 500.000 unidades   |
| 2008         | "If I Were a Boy"                                        | Ouro             | 500.000 unidades   |
| 2008         | "Single Ladies (Put a Ring on It)"                       | Platina          | 1.000.000 unidades |
| 2009         | "Diva"                                                   | Ouro             | 500.000 unidades   |
| 2009         | "Halo"                                                   | Ouro             | 500.000 unidades   |
| 2009         | "Ego"                                                    | Ouro             | 500.000 unidades   |
| Video Single |                                                          |                  |                    |
| Ano          | Título                                                   | Certificação     | Vendas             |
| 2008         | "Just Stand Up!" (com: Artistas do Stand up to Cancer)   | 2× Platina       | 200.000 unidades   |
| DVD          |                                                          |                  |                    |
| Ano          | Título                                                   | Certificação     | Vendas             |
| 2004         | Live at Wembley                                          | 2× Platina       | 200.000 unidades   |
| 2007         | B'Day Anthology Video Album                              | 2× Platina       | 200.000 unidades   |
| 2007         | The Beyoncé Experience Live                              | 3× Platina       | 300.000 unidades   |
| 2009         | I Am... Yours: An Intimate Performance at Wynn Las Vegas | 2× Platina       | 200.000 unidades   |
| 2010         | I Am... World Tour                                       | 2× Platina       | 200.000 unidades   |
| 2011         | Live at Roseland: Elements of 4                          | Ouro (Padrão)    | 50.000 unidades    |
| 2011         | Live at Roseland: Elements of 4                          | Platina (Deluxe) | 100.000 unidades   |

### Europa /IFPI
| Álbuns | Álbuns               | Álbuns       | Álbuns             |
| Ano    | Título               | Certificação | Vendas             |
| ------ | -------------------- | ------------ | ------------------ |
| 2003   | Dangerously in Love  | Platina      | 1.000.000 unidades |
| 2006   | B'Day                | Platina      | 1.000.000 unidades |
| 2008   | I Am... Sasha Fierce | 2× Platina   | 2.000.000 unidades |

### França /SNEP
| Álbuns | Álbuns                          | Álbuns       | Álbuns           |
| Ano    | Título                          | Certificação | Vendas           |
| ------ | ------------------------------- | ------------ | ---------------- |
| 2003   | Dangerously in Love             | 2× Ouro      | 200.000 unidades |
| 2006   | B'Day                           | Ouro         | 75.000 unidades  |
| 2011   | 4                               | Ouro         | 50.000 unidades  |
| 2013   | BEYONCÉ                         | Ouro         | 50.000 unidades  |
| Single |                                 |              |                  |
| Ano    | Título                          | Certificação | Vendas           |
| 2010   | "Telephone" (com: Lady Gaga)    | Ouro         | 150.000 unidades |
| DVD    |                                 |              |                  |
| Ano    | Título                          | Certificação | Vendas           |
| 2004   | Live at Wembley                 | Platina      | 20.000 unidades  |
| 2011   | Live at Roseland: Elements of 4 | Ouro         | 7.500 unidades   |

### GCC /IFPI
| Álbuns | Álbuns               | Álbuns       | Álbuns         |
| Ano    | Título               | Certificação | Vendas         |
| ------ | -------------------- | ------------ | -------------- |
| 2008   | I Am... Sasha Fierce | Platina      | 6.000 unidades |

### Grécia /IFPI
| Álbuns | Álbuns               | Álbuns       | Álbuns         |
| Ano    | Título               | Certificação | Vendas         |
| ------ | -------------------- | ------------ | -------------- |
| 2003   | Dangerously in Love  | Ouro         | 7.500 unidades |
| 2006   | B'Day                | Ouro         | 3.000 unidades |
| 2008   | I Am... Sasha Fierce | Platina      | 6.000 unidades |

### Hungria /MAHASZ
| Álbuns | Álbuns               | Álbuns       | Álbuns         |
| Ano    | Título               | Certificação | Vendas         |
| ------ | -------------------- | ------------ | -------------- |
| 2006   | B'Day                | Ouro         | 3.000 unidades |
| 2008   | I Am... Sasha Fierce | Ouro         | 3.000 unidades |

### Irlanda /IRMA
| Álbuns | Álbuns               | Álbuns       | Álbuns          |
| Ano    | Título               | Certificação | Vendas          |
| ------ | -------------------- | ------------ | --------------- |
| 2006   | B'Day                | 3× Platina   | 45.000 unidades |
| 2008   | I Am... Sasha Fierce | 2× Platina   | 30.000 unidades |
| 2011   | 4                    | Platina      | 15.000 unidades |
| 2013   | BEYONCÉ              | Ouro         | 7.500 unidades  |

### Itália /FIMI
| Álbuns  | Álbuns                             | Álbuns       | Álbuns          |
| Ano     | Título                             | Certificação | Vendas          |
| ------- | ---------------------------------- | ------------ | --------------- |
| 2008    | I Am... Sasha Fierce               | Platina      | 70.000 unidades |
| Singles |                                    |              |                 |
| Ano     | Título                             | Certificação | Vendas          |
| 2009    | "Single Ladies (Put a Ring on It)" | Ouro         | 15.000 unidades |
| 2009    | "Halo"                             | Platina      | 30.000 unidades |
| 2010    | "Telephone" (com: Lady Gaga)       | Platina      | 30.000 unidades |
| 2011    | "Love on Top"                      | Ouro         | 15.000 unidades |
| 2014    | "Drunk in Love"                    | Ouro         | 15.000 unidades |

### Japão /RIAJ
| Álbuns  | Álbuns                       | Álbuns            | Álbuns           |
| Ano     | Título                       | Certificação      | Vendas           |
| ------- | ---------------------------- | ----------------- | ---------------- |
| 2003    | Dangerously in Love          | Ouro              | 100.000 unidades |
| 2004    | Live at Wembley              | Ouro              | 100.000 unidades |
| 2006    | B'Day                        | Platina (Padrão)  | 250.000 unidades |
| 2007    | B'Day                        | Ouro (Deluxe)     | 100.000 unidades |
| 2008    | I Am... Sasha Fierce         | Ouro              | 100.000 unidades |
| Singles |                              |                   |                  |
| Ano     | Título                       | Certificação      | Vendas           |
| 2003    | "Crazy in Love" (com: Jay-Z) | 2× Platina        | 500.000 unidades |
| 2007    | "Listen"                     | Ouro              | 100.000 unidades |
| 2010    | "Telephone" (com: Lady Gaga) | Platina (Celular) | 250.000 unidades |
| 2010    | "Telephone" (com: Lady Gaga) | Ouro (PC)         | 100.000 unidades |

### México /AMPROFON
| Álbuns  | Álbuns                             | Álbuns       | Álbuns          |
| Ano     | Título                             | Certificação | Vendas          |
| ------- | ---------------------------------- | ------------ | --------------- |
| 2006    | B'Day                              | Ouro         | 50.000 unidades |
| Singles |                                    |              |                 |
| Ano     | Título                             | Certificação | Vendas          |
| 2009    | "Single Ladies (Put a Ring on It)" | Ouro         | 30.000 unidades |

### Noruega /IFPI
| Álbuns  | Álbuns                       | Álbuns       | Álbuns          |
| Ano     | Título                       | Certificação | Vendas          |
| ------- | ---------------------------- | ------------ | --------------- |
| 2003    | Dangerously in Love          | Ouro         | 15.000 unidades |
| Singles |                              |              |                 |
| Ano     | Título                       | Certificação | Vendas          |
| 2002    | "Work It Out"                | Ouro         | 5.000 unidades  |
| 2003    | "Crazy in Love" (com: Jay-Z) | Ouro         | 5.000 unidades  |

### Nova Zelândia /RIANZ
| Álbuns  | Álbuns                             | Álbuns       | Álbuns          |
| Ano     | Título                             | Certificação | Vendas          |
| ------- | ---------------------------------- | ------------ | --------------- |
| 2003    | Dangerously in Love                | Platina      | 15.000 unidades |
| 2006    | B'Day                              | Platina      | 15.000 unidades |
| 2008    | I Am... Sasha Fierce               | Platina      | 15.000 unidades |
| 2013    | Beyoncé                            | Platina      | 15.000 unidades |
| Singles |                                    |              |                 |
| Ano     | Título                             | Certificação | Vendas          |
| 2003    | "Crazy in Love" (com: Jay-Z)       | Ouro         | 7.500 unidades  |
| 2006    | "Irreplaceable"                    | Platina      | 15.000 unidades |
| 2007    | "Beautiful Liar" (com: Shakira)    | Ouro         | 7.500 unidades  |
| 2008    | "If I Were a Boy"                  | Platina      | 15.000 unidades |
| 2008    | "Single Ladies (Put a Ring on It)" | Platina      | 15.000 unidades |
| 2009    | "Halo"                             | Platina      | 15.000 unidades |
| 2009    | "Sweet Dreams"                     | Platina      | 15.000 unidades |
| 2010    | "Telephone" (com: Lady Gaga)       | Platina      | 15.000 unidades |
| 2011    | "Run the World (Girls)"            | Ouro         | 7.500 unidades  |
| 2011    | "Best Thing I Never Had"           | Ouro         | 7.500 unidades  |

### Polônia /ZPAV
| Álbuns | Álbuns                          | Álbuns       | Álbuns          |
| Ano    | Título                          | Certificação | Vendas          |
| ------ | ------------------------------- | ------------ | --------------- |
| 2008   | I Am... Sasha Fierce            | 2× Platina   | 40.000 unidades |
| 2011   | 4                               | Platina      | 20.000 unidades |
| 2014   | BEYONCÉ                         | Platina      | 20.000 unidades |
| DVD    |                                 |              |                 |
| Ano    | Título                          | Certificação | Vendas          |
| 2010   | I Am... World Tour              | Ouro         | 5.000 unidades  |
| 2011   | Live at Roseland: Elements of 4 | Ouro         | 5.000 unidades  |

### Portugal /AFP
| Álbuns | Álbuns                      | Álbuns       | Álbuns          |
| Ano    | Título                      | Certificação | Vendas          |
| ------ | --------------------------- | ------------ | --------------- |
| 2006   | B'Day                       | Ouro         | 10.000 unidades |
| 2008   | I Am... Sasha Fierce        | Platina      | 20.000 unidades |
| DVD    |                             |              |                 |
| Ano    | Título                      | Certificação | Vendas          |
| 2007   | The Beyoncé Experience Live | Ouro         | 4.000 unidades  |

### Reino Unido /BPI
| Álbuns  | Álbuns                                      | Álbuns           | Álbuns             |
| Ano     | Título                                      | Certificação     | Vendas             |
| ------- | ------------------------------------------- | ---------------- | ------------------ |
| 2003    | Dangerously in Love                         | 3× Platina       | 900.000 unidades   |
| 2006    | B'Day                                       | Platina (padrão) | 300.000 unidades   |
| 2007    | B'Day                                       | Ouro (deluxe)    | 100.000 unidades   |
| 2008    | I Am... Sasha Fierce                        | 5× Platina       | 1.500.000 unidades |
| 2011    | 4                                           | 2× Platina       | 600.000 unidades   |
| 2013    | Beyoncé                                     | Ouro             | 100.000 unidades   |
| Singles |                                             |                  |                    |
| Ano     | Título                                      | Certificação     | Vendas             |
| 2003    | "Crazy in Love" (com: Jay-Z)                | Ouro             | 400.000 unidades   |
| 2006    | "Irreplaceable"                             | Ouro             | 400.000 unidades   |
| 2006    | "Listen"                                    | Prata            | 200.000 unidades   |
| 2007    | "Beautiful Liar" (com: Shakira)             | Ouro             | 400.000 unidades   |
| 2008    | "If I Were a Boy"                           | Platina          | 600.000 unidades   |
| 2008    | "Single Ladies (Put a Ring on It)"          | Platina          | 600.000 unidades   |
| 2009    | "Halo"                                      | Platina          | 600.000 unidades   |
| 2009    | "Sweet Dreams"                              | Ouro             | 400.000 unidades   |
| 2011    | "Telephone" (Lady Gaga com Beyoncé Knowles) | Platina          | 600.000 unidades   |
| 2012    | "Run the World (Girls)"                     | Prata            | 200.000 unidades   |
| 2012    | "Best Thing I Never Had"                    | Ouro             | 400.000 unidades   |
| 2012    | "Love on Top"                               | Prata            | 200.000 unidades   |
| DVD     |                                             |                  |                    |
| Ano     | Título                                      | Certificação     | Vendas             |
| 2004    | Live at Wembley                             | Ouro             | 25.000 unidades    |
| 2007    | The Beyoncé Experience Live                 | Ouro             | 25.000 unidades    |
| 2010    | I Am... World Tour                          | Ouro             | 25.000 unidades    |
| 2013    | Life Is But A Dream                         | Platina          | 50.000 unidades    |

### Romênia /IFPI
| Álbuns | Álbuns | Álbuns       | Álbuns          |
| Ano    | Título | Certificação | Vendas          |
| ------ | ------ | ------------ | --------------- |
| 2006   | B'Day  | Ouro         | 10.000 unidades |

### Rússia /2M
| Álbuns | Álbuns               | Álbuns       | Álbuns          |
| Ano    | Título               | Certificação | Vendas          |
| ------ | -------------------- | ------------ | --------------- |
| 2006   | B'Day                | 3× Platina   | 60.000 unidades |
| 2008   | I Am... Sasha Fierce | Platina      | 20.000 unidades |
| 2011   | 4                    | Ouro         | 5.000 unidades  |

### Suécia /IFPI
| Álbuns   | Álbuns                   | Álbuns       | Álbuns          |
| Ano      | Título                   | Certificação | Vendas          |
| -------- | ------------------------ | ------------ | --------------- |
| 2003     | Dangerously in Love      | Ouro         | 20.000 unidades |
| 2008     | I Am... Sasha Fierce     | Ouro         | 20.000 unidades |
| 2008     | 4                        | Ouro         | 20.000 unidades |
| Singles  |                          |              |                 |
| Ano      | Título                   | Certificação | Vendas          |
| 2008     | "If I Were a Boy"        | Ouro         | 10.000 unidades |
| 2012     | "Best Thing I Never Had" | Platina      | 20.000 unidades |
| Ringtone |                          |              |                 |
| 2008     | "If I Were a Boy"        | Ouro         | 10.000 unidades |

### Suíça /IFPI
| Álbuns  | Álbuns                       | Álbuns       | Álbuns          |
| Ano     | Título                       | Certificação | Vendas          |
| ------- | ---------------------------- | ------------ | --------------- |
| 2003    | Dangerously in Love          | Platina      | 40.000 unidades |
| 2006    | B'Day                        | Ouro         | 15.000 unidades |
| 2008    | I Am... Sasha Fierce         | Ouro         | 15.000 unidades |
| 2013    | Beyoncé                      | Ouro         | 15.000 unidades |
| Singles |                              |              |                 |
| Ano     | Título                       | Certificação | Vendas          |
| 2008    | "If I Were a Boy"            | Platina      | 30.000 unidades |
| 2009    | "Halo"                       | Platina      | 30.000 unidades |
| 2010    | "Telephone" (com: Lady Gaga) | Ouro         | 15.000 unidades |